# Hódos Imre
Hódos Imre (Hajdúnánás, 1928. január 10. – Debrecen, 1989. április 23.) olimpiai bajnok birkózó.

## Sportpályafutása
1945-től a Debreceni MTE, 1946-tól a Debreceni VSC, 1949-től a Budapesti Fáklya, illetve a Budapesti Vörös Lobogó, majd 1953-tól ismét a Debreceni VSC birkózója volt. 1952-től 1960-ig szerepelt a magyar válogatottban. A kötöttfogású birkózás légsúly súlycsoportjában ért el kiemelkedő eredményeket. Három olimpián volt a magyar küldöttség tagja, bajnoki címét az 1952. évi helsinki olimpián nyerte. Az olimpiát követő 1953. évi nápolyi világbajnokságon ezüstérmes lett. Az aktív sportolást az 1960. évi római olimpiai részvétel után fejezte be.
Visszavonulása után nemzetközi versenybíró volt. Ebben a minőségében részt vett az 1988-as olimpián. Az olimpia után visszavonult a bíráskodástól is.

## Sporteredményei
Kötöttfogású birkózás légsúly súlycsoportjában:
- olimpiai bajnok (1952)
- olimpiai 4. helyezett (1956)
- világbajnoki 2. helyezett (1953)
- főiskolai világbajnoki 2. helyezett (1949, 1951, 1954)
- hétszeres magyar bajnok (egyéni: 1952, 1953, 1954, 1956, 1957, 1960; csapat: 1953)

## Emlékezete

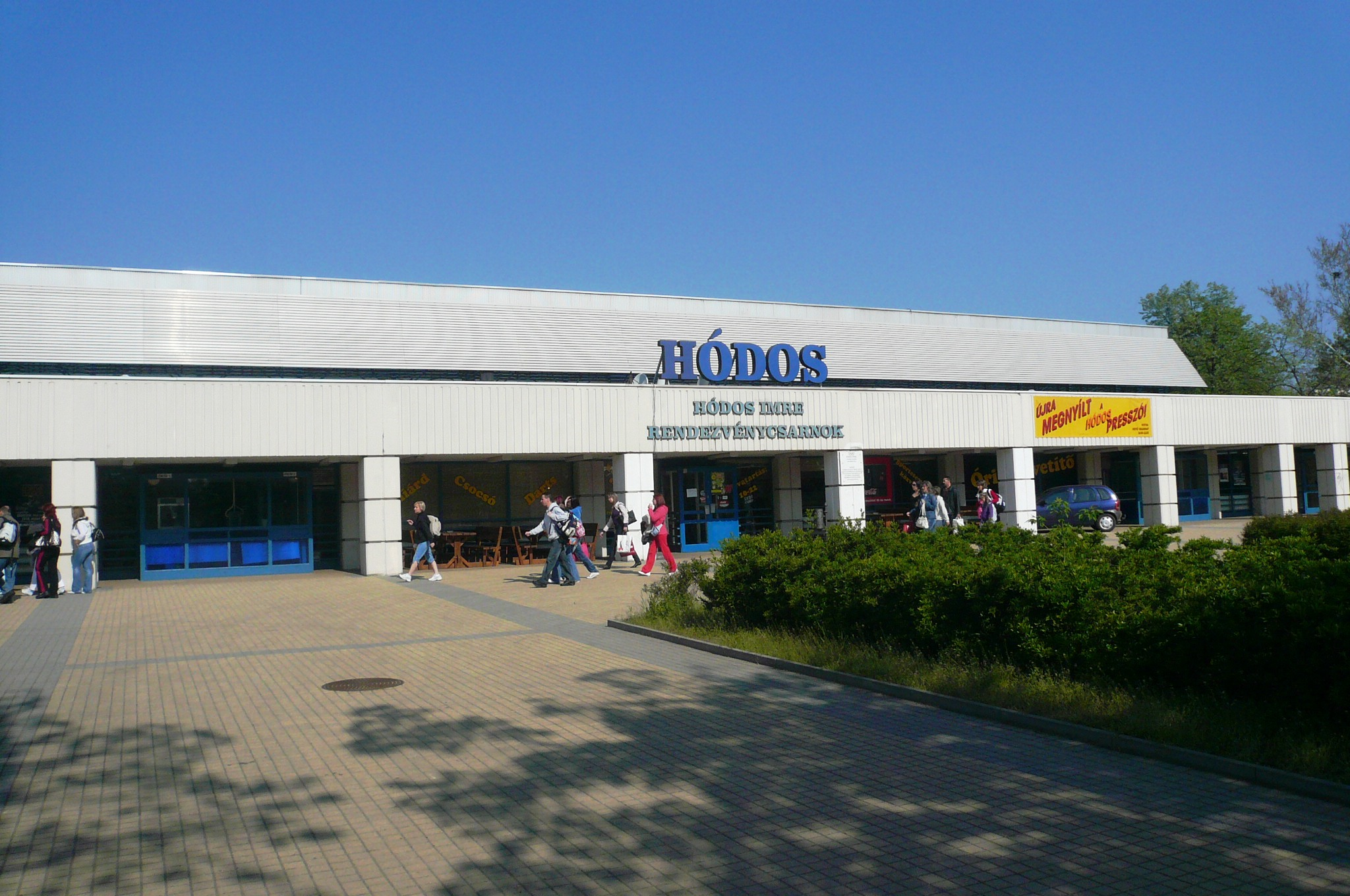
Hódos Imre rendezvénycsarnok

- Debrecenben nevét viseli a Hódos Imre Rendezvénycsarnok
- Hódos Imréről utcát neveztek el Debrecenben és Hajdúnánáson is
- Hódos Imre Sport -és rendezvénycsarnokot is róla nevezték el Hajdúnánáson

## Díjai, elismerései
- Magyar Köztársasági Sportérdemérem bronz fokozat (1949)[4]
- A Magyar Népköztársaság Érdemes Sportolója (1954)[5]
- Mesteredző (1983)
- FILA érdemrend arany fokozat (1988)

## További információk

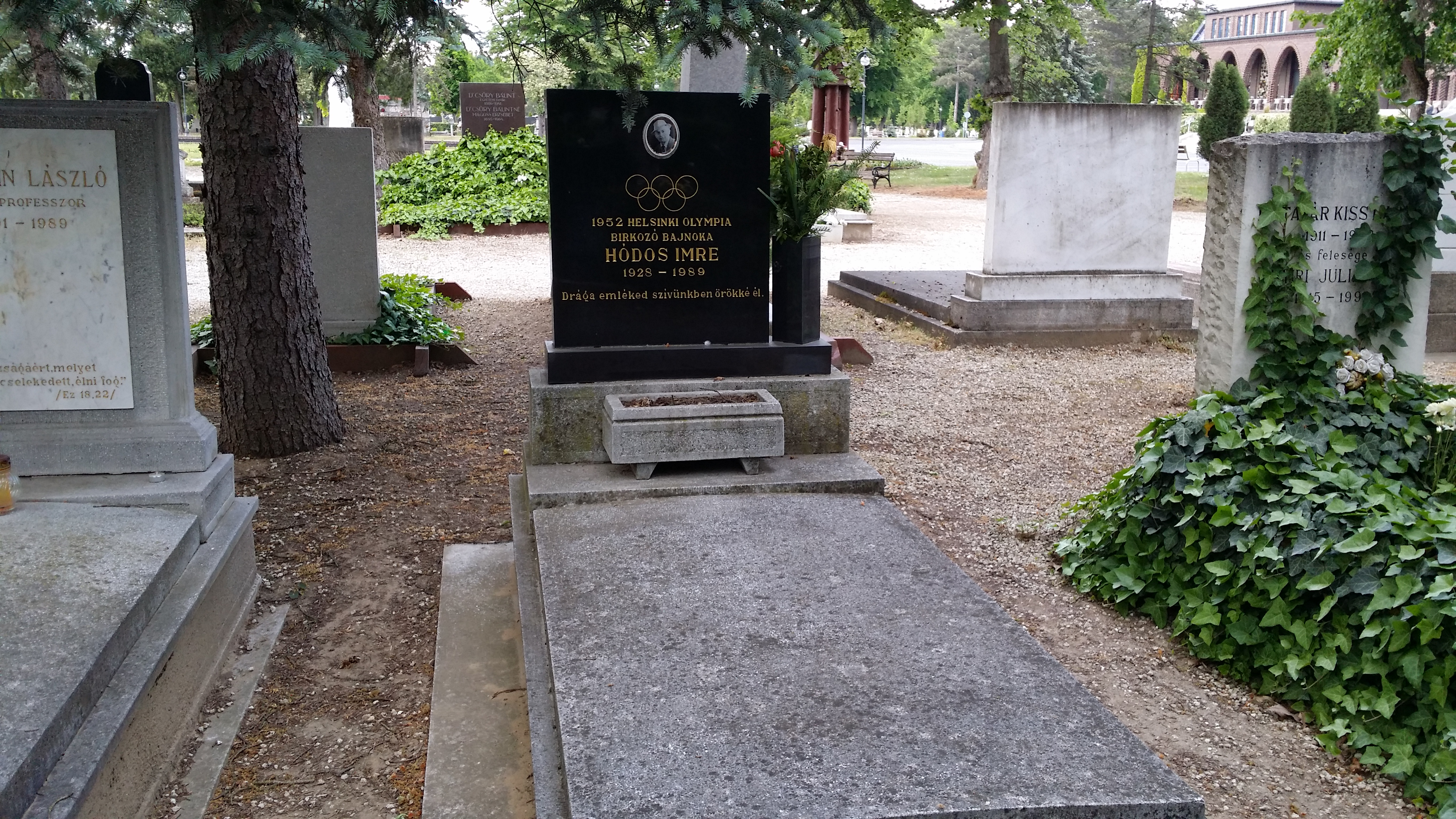
Hódos Imre síremléke a Debreceni Köztemetőben